# Ectoedemia oleivora
Ectoedemia oleivora là một loài bướm đêm thuộc họ Nepticulidae. Nó được miêu tả bởi Vári năm 1955. Loài này có ở Nam Phi (Nó đã dược miêu tả ở Pretoria).
Ấu trùng ăn Olea chrysophylla.